# Fontmatrix
Fontmatrix est un logiciel libre de gestion de fontes de caractères sous interface Qt.
Il permet, au moins sur les systèmes Unix (GNU/Linux, BSD, etc.) de :
- visualiser graphiquement les polices installées sur le système ;
- activer ou désactiver les polices pour toutes les applications de son choix, de façon transparente.
- visualiser la représentation graphique de ses fontes
- visualiser les informations concernant ces polices : caractères présents, compatibilité, créateur(s), version, famille, sous-famille…

Il est distribué selon les termes de la licence GNU GPL.
Il n'est plus développé depuis plusieurs années, mais Alexandre Prokoudine, le maintient partiellement en acceptant des patchs sur demande, sur son dépôt Github. La dernière version est ainsi la 0.9.100 publiée le 15 septembre 2020.